# Greg Pattillo
Greg Pattillo (født 26. juni 1977 i Seattle, Washington) er en beatboxing fløjtenist. Pattillo kendes verdensvidt for sin redefinering af fløjtens lyd. Han er blevet prist af New York Timessom "den bedste person i verden til det han gør." Hans udøvelsesvideoer på YouTube er blevet vist over 20 millioner gange. Hans Inspector Gadget-remix, for eksempel, er pr. 30. november 2008 blevet vist 15.593.465 gange.
Udover beatboxing eksperimenter Greg Pattillo med mange forskellige genrer, blandt andet i tremandsensemblet "the Project", hvor han sammen med en cellist og en kontrabassist spiller en blanding af klassisk, hip-hop, jazz og verdensmusik.